# Кузьменок, Олег Филиппович
Олег Филиппович Кузьменок (7 декабря 1974, Светлогорск, Гомельская область) — белорусский футболист, нападающий, тренер.

## Биография
Воспитанник светлогорской ДЮСШ № 2, первый тренер — Олег Сапожников. Позднее занимался в ДЮСШ РЦФВиС (Минск).
Взрослую карьеру начал в первом сезоне независимого чемпионата Беларуси в клубе «Днепр» (Могилёв). В весеннем сезоне 1992 года со своим клубом стал серебряным призёром чемпионата страны и финалистом Кубка Беларуси.
Летом 1993 года перешёл в другой могилёвский клуб — «Торпедо» (позднее — «Торпедо-Кадино») и выступал за него более семи лет. Сыграл за команду в высшей лиге 187 матчей (третий результат в истории клуба) и забил 45 голов (лучший бомбардир). Также был лучшим снайпером клуба в отдельных сезонах — 1994/95 (9 голов), 1997 (8 голов), 1999 (8 голов), 2000 (8 голов). Финалист Кубка Беларуси 1994/95. После вылета «Торпедо» из высшего дивизиона в 2000 году покинул команду.
В 2001 году перешёл в «Дариду», дебютировавшую в первой лиге. В первом сезоне стал бронзовым призёром первой лиги и лучшим снайпером клуба (13 голов). В следующем сезоне стал победителем первой лиги и лучшим бомбардиром турнира с 39 голами в 30 матчах, что является бомбардирским рекордом данного соревнования. По окончании сезона покинул «Дариду» и присоединился к дебютанту первой лиги МТЗ-РИПО, с которым стал серебряным призёром первой лиги и во второй раз подряд выиграл гонку бомбардиров турнира (24 гола). В 2004—2005 годах снова играл в высшей лиге — первую половину сезона 2004 года провёл в МТЗ-РИПО, затем вернулся в «Дариду».
В 2006-2007 годах приостановил игровую карьеру и вошел в тренерский штаб «Дариды».
В 2008 году присоединился к команде второй лиги «Городея», где стал играющим тренером. Победитель второй лиги 2010 года (сыграл в сезоне 2 матча). В 2010 году завершил игровую карьеру и сосредоточился на тренерской работе.
Всего в высшей лиге Беларуси сыграл 246 матчей и забил 54 гола. В первой лиге — 82 матча и 77 голов.
После завершения игровой карьеры работал тренером в «Городее», где поначалу был помощником Андрея Миколаевича. В 2012 году назначен главным тренером клуба и привёл его к выходу в высшую лигу со второго места. Однако по окончании сезона покинул клуб. В 2013 году стал помощником Игоря Криушенко в клубе «Торпедо-БелАЗ» (Жодино), а в 2017-2019 годах ассистировал ему же в национальной сборной Беларуси.

## Достижения

### Как игрок
- Серебряный призёр чемпионата Беларуси: 1992
- Финалист Кубка Беларуси: 1992, 1994/95
- Победитель первой лиги Беларуси: 2002
- Серебряный призёр первой лиги Беларуси: 2003
- Бронзовый призёр первой лиги Беларуси: 2001
- Лучший бомбардир первой лиги Беларуси: 2002 (39 голов), 2003 (24 гола)

### Как тренер
- Серебряный призёр первой лиги Беларуси: 2012